# Previsioni d'amore
Previsioni d'amore (기상청 사람들: 사내연애 잔혹사 편?, Gisangcheong saramdeul: Sanae-yeon-ae janhoksa pyeonLR; lett. "La gente dell'agenzia meteorologica: La crudeltà delle relazioni sul posto di lavoro", titolo internazionale Forecasting Love and Weather) è una serie televisiva sudcoreana trasmessa su JTBC dal 12 febbraio al 3 aprile 2022. Internazionalmente è distribuita da Netflix.

## Personaggi e interpreti
- Jin Ha-kyung, interpretata da Park Min-young
- Lee Shi-woo, interpretato da Song Kang
- Han Ki-joon, interpretato da Yoon Park
- Chae Yoo-jin, interpretata da Yura